# Al Azif
Al Azif, född 16 maj 1983, är en svensk musikproducent och DJ. Han tog sitt artistnamn ur H.P. Lovecrafts fiktiva bok "Necronomicon", men Al Azif betyder också "den som spelar musiken" på arabiska. 
Al Azif flydde till Sverige 1990 med sin familj i samband med Iran–Irak-kriget. Han har sedan dess varit bosatt i Örebro och därefter Stockholm. 
Hans karriär som artist började på 1990-talet när Al Azif tillsammans med sin barndomsvän Kaveh "Kodie" Kabinejad bildade hiphopgruppen Pennybridge Kingz där Al Azif både producerade och rappade. PBK släppte en mixtape innan den upplöstes 2005, och Al Azif gick vidare till en solokarriär som producent och DJ.
Efter att ha producerat svenska akter som Medina och den danske hiphopartisten Ali Kazim, kom genombrottet 2008 i och med remixen på Adam Tenstas stora hit "My cool". Al Azifs remix var en flirt med 1990-talets eurodisco och till refrängen anställdes den legendariske Dr Alban för att göra retroupplevelsen komplett. Låten blev en stor hit på dansgolv runt hela Sverige och Europa, och har till dags dato över 700.000 visningar på Youtube. Den figurerade prominent på ett stort antal kända musikbloggar, och gjordes populär den vägen också. 
Kort därefter remixade Al Azif Adam Tensta igen, denna gång var det låten "Dopeboy", den tredje singeln från Tenstas album "It's a Tensta Thing". Till den gjorde Al Azif en hemmagjord video där bland annat Mona Sahlin, Maria Wetterstrand, Hasse Aro och Robert Aschberg medverkade tillsammans med en uppsjö av artister och andra kända medverkande. 
Den största hiten av Al Azifs remixer blev Crossfires "Lady", som sommaren 2008 fick hög rotation på både radiostationen The Voice och TV-kanalen The Voice och klättrade upp till förstaplatsen på deras topp 20-lista. I oktober 2009 släpptes en spansk version av Lady i Chile med DJ Mendez och skivbolaget valde att släppa Al Azifs remixversion som original. Lady låg etta på den chilenska singellistan i åtta veckor och höll Black Eyed Peas "I Gotta Feeling", den bäst säljande låten på Itunes Store genom tiderna i världen, på andraplatsen. Videon till den spanska versionen av Lady har till dags dato över 1,5 miljoner visningar på youtube.
2006-2009 drev han klubben Cream i sin hemstad Örebro. Ett av engagemangen som gjorde honom förtjänt av Millencolin Music Prize, ett årligt musikpris instiftat av bandet Millencolin och Nerikes Allehanda, där Nerikes Allehandas läsare röstar fram den som har gjort mest för Örebros musikliv under ett år. 
Al Azif har genom sin karriär haft en independent-inställning, och har utan eller med väldigt liten hjälp av skivbolag, bokningsagenter och mainstreammedia lyckats turnera i över 40 städer i Sverige, Ryssland, Norge, Cypern, Polen och Ungern. Al Azif blev utvald att värma upp för David Guetta på dennes Sverigespelning i Malmö den 23 oktober 2009.